# Luigi Vicari
Luigi Vicari (Garessio, 1815 – Torino, 1874) è stato un politico italiano.

## Biografia
Fu Deputato del Regno di Sardegna per tre legislature, eletto nel collegio di Garessio.